# Princeton (condado de Green Lake, Wisconsin)
Princeton es un pueblo ubicado en el condado de Green Lake en el estado estadounidense de Wisconsin. En el Censo de 2010 tenía una población de 1.434 habitantes y una densidad poblacional de 15,56 personas por km².

## Geografía
Princeton se encuentra ubicado en las coordenadas 43°49′34″N 89°6′49″O / 43.82611, -89.11361. Según la Oficina del Censo de los Estados Unidos, Princeton tiene una superficie total de 92.17 km², de la cual 90.18 km² corresponden a tierra firme y (2.16%) 1.99 km² es agua.

## Demografía
Según el censo de 2010, había 1.434 personas residiendo en Princeton. La densidad de población era de 15,56 hab./km². De los 1.434 habitantes, Princeton estaba compuesto por el 97.42% blancos, el 0.63% eran afroamericanos, el 0.21% eran amerindios, el 0.42% eran asiáticos, el 0.07% eran isleños del Pacífico, el 0.49% eran de otras razas y el 0.77% pertenecían a dos o más razas. Del total de la población el 1.67% eran hispanos o latinos de cualquier raza.